# Rio Kitagawa
Rio Kitagawa (jap. 北川 梨央 Kitagawa Rio; * 15. September 1993) ist eine ehemalige japanische Tennisspielerin.

## Karriere
Kitagawa spielte überwiegend Turniere auf der ITF Women’s World Tennis Tour, wo sie drei Doppeltitel gewann.
Bei den Australian Open 2011 trat sie sowohl im Juniorinneneinzel als auch im Juniorinnendoppel an, verlor aber in beiden Konkurrenzen jeweils bereits in der ersten Runde.

## Turniersiege

### Doppel
| Nr. | Datum            | Turnier | Kategorie   | Belag     | Partnerin    | Finalgegnerinnen                        | Ergebnis         |
| --- | ---------------- | ------- | ----------- | --------- | ------------ | --------------------------------------- | ---------------- |
| 1.  | 16. Mai 2015     | Antalya | ITF $10.000 | Hartplatz | Alina Wessel | Chien Pei-ju Aki Yamasoto               | 6:2, 6:1         |
| 2.  | 2. Dezember 2017 | Kairo   | ITF $15.000 | Sand      | Nastja Kolar | Annick Melgers Arina Gabriela Vasilescu | 6:2, 4:6, [10:4] |
| 3.  | 9. Dezember 2017 | Kairo   | ITF $15.000 | Sand      | Nastja Kolar | Melanie Klaffner Jelena Stojanovic      | 1:6, 6:4, [10:2] |